# Adventures in Emceein
Adventures in Emceein – dwunasty solowy album amerykańskiego rapera o pseudonimie KRS-One. Ukazał się 5 lutego 2008 nakładem wytwórni Echo Vista.

## Lista utworów
1. "Intro by Rakim" (gościnnie Rakim)
2. "Today's Topics" (gościnnie Chuck D)
3. "Our Soldiers" (gościnnie Cx)
4. "Money" (gościnnie MC Lyte)
5. "We Dem Teachas" (gościnnie Keith Stewart)
6. "Better & Better" (gościnnie Pee-Doe)
7. "The Way It's Going Down"
8. "The Teacha Returns"
9. "The Real Hip Hop" (gościnnie Nas)
10. "Watch This!" (gościnnie S-Five)
11. "What's Your Plan?"
12. "All Right" (gościnnie Just Blaze)
13. "Don't Get So High (Dancehall Mix)"
14. "I Got You"
15. "All My Love" (gościnnie Carlet Boseman)
16. "Over 30 (Remix)"
17. "Getaway"
18. "Don't Give It Up" (gościnnie S-Five)
19. "Gro---Oh! (Hiphop Nation)" (gościnnie S-Five)
20. "It's All Love" (gościnnie Non-Stop)
21. "Wachanoabout" (gościnnie Vince Flores)